# Móse Daján
Móse Daján (héber betűkkel משה דיין, izraeli angol átírással Moshe Dayan, 1915. május 20. – 1981. október 16.) izraeli katonai vezető és politikus, az Izraeli Védelmi Erők főparancsnoka 1953 és 1958 között, és Izrael Állam harcának szimbóluma.

## Életpálya

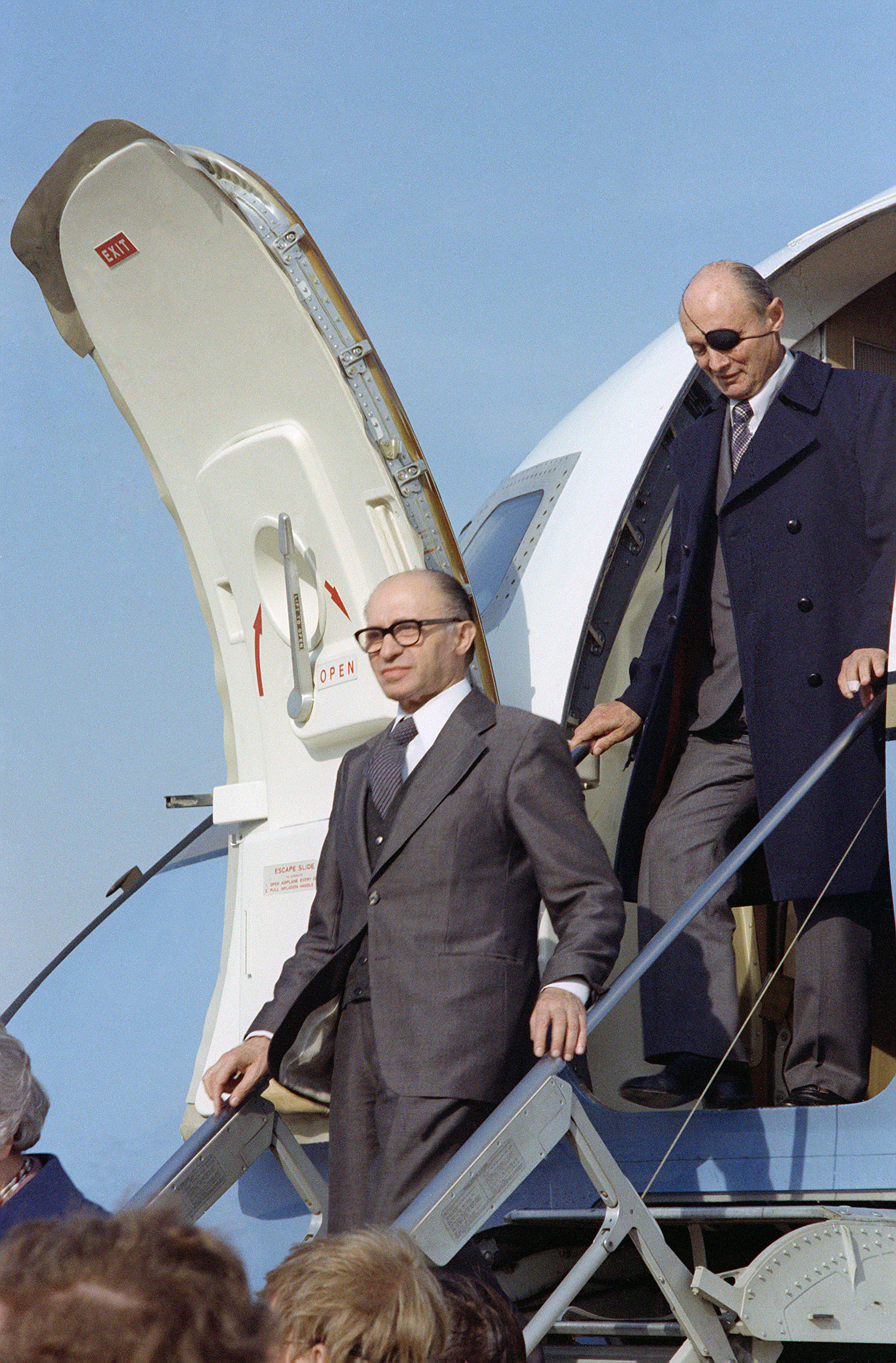
Menáhém Begín és Móse Daján

Móse Daján 1915-ben – Oroszországból kitelepült ukrajnai zsidó szülők gyermekeként – született a palesztinai Degáj kibucban. 1929-ben, 14 évesen csatlakozott a Haganához, a földalatti zsidó hadsereghez. 1937-től, őrmesteri rendfokozatban szolgált az angol hadsereg mellé beosztott legális zsidó telepes rendőrség egyik mozgó alakulatának parancsnokaként, majd részt vett a területekre behatoló arabok ellen folytatott éjjeli őrjáratokban, Orde Wingate angol parancsnok mellett.
1939 novemberében, amikor a Hagana törvénytelenné vált, az angolok letartóztatták, de 1941 februárjában kiengedték, és belépett az angol hadseregbe. A későbbiek során mezőgazdasági miniszter (1959), majd hadügyminiszter (1967). 1965-ben adta ki a „A sínai hadjárat naplója, 1956” című könyvét.
1981-ben 66 évesen rákban halt meg Tel-Avivban.

## Katonai pálya
A szövetségesek oldalán harcolt a Vichy-Franciaország fennhatósága alatt lévő Libanon és Szíria területén. Daján már az első ütközetben elvesztette bal szemét, fekete szemtapasza az idők során jelképpé vált. 1947-től őrnagyi rendfokozatban volt vezérkari tiszt, arab ügyekkel és felderítéssel foglalkozott a Haganában. 1948-ban győzött a szírek ellen a Jordán-völgyben, a degáni csata során, a 89. gépesített rohamzászlóalj parancsnokaként elfoglalta Karatíját. Ezután alezredesi, majd vezérőrnagyi rangba került, 1949 novemberétől a déli parancsnokság főparancsnoka volt. Az 1950-es években az angliai vezérkari tiszti iskola hallgatója volt, 1953. december 6-án vezérkari főnökké nevezték ki. 1956-ban a sínai hadjárat győztes hadvezére volt.
A hatnapos háború (1967) idején Izrael hadügyminisztere volt. A jom kippuri háború sikerében aktívan közreműködött, de az elszenvedett emberáldozatok nagysága, és az elvesztett hadianyagok miatt őt vonták felelősségre, és kénytelen volt lemondani a honvédelmi miniszteri posztról. 1977 és 1979 között külügyminiszter volt.
Kiváló diplomáciai képességekkel rendelkezett, hatást gyakorolt az Egyiptommal folytatott béketárgyalásokra, ami nagyban elősegítette a térségben izzó feszültségek enyhülését.

## Külső hivatkozások